# Франц Ердман (Саксония-Лауенбург)
Франц Ердман (на немски: Franz Erdmann von Sachsen-Lauenburg; * 25 февруари 1629, Тойзинг; † 30 юли 1666, Шварценбек) от род Аскани, е от 1665 до 1666 г. херцог на Саксония-Лауенбург и императорски генерал-фелдмаршал.

## Живот
Той е най-възрастният син на херцог Юлий Хайнрих (1586 – 1665) и втората му съпруга Елизабет София фон Бранденбург (1589 – 1629), дъщеря на курфюрст Йохан Георг фон Бранденбург.
Франц Ердман служи в шведската войска като генерал-майор против Полша и в императорската войска като генерал-фелдмаршал във войната против Франция.
През 1654 г. Франц Ердман се жени за братовчедката си принцеса Сибила Хедвига (1625 – 1703), дъщеря на херцог Август от Саксония-Лауенбург. Същата година той си строи дворец в Грос Грьонау и го прави своя резиденция. Там отваря печатница за книги и монети. Той е член на литературното общество Fruchtbringende Gesellschaft.
Франц Ердман последва баща си през 1665 г. като херцог на Саксония-Лауенбург, но умира след по-малко от година. Той няма деца и е последван като херцог от по-малкия му полубрат Юлий Франц.